# Wojna domowa (film)
Wojna domowa (ang. Easy Virtue) – brytyjska komedia romantyczna z 2008 roku w reżyserii Stephana Elliotta, zrealizowana na podstawie sztuki Noëla Cowarda pt. Easy Virtue.

## Produkcja
Zdjęcia do filmu kręcono od stycznia do marca 2008 roku w następujących lokacjach na terenie Anglii: 
- Flintham (hrabstwo Nottinghamshire) – posiadłość Whittakerów;
- Wimpole Estate (Cambridgeshire) – rezydencja Hurstów;
- Englefield House (Berkshire) – jako Monte Carlo[1][2].

## Opis fabuły
Młody Brytyjczyk, John Whittaker, wraca do domu ze świeżo poślubioną Amerykanką, Laritą. Niezwykle piękna i inteligentna dziewczyna, miłośniczka wyścigów samochodowych nie przypada do gustu matce Johna. Pani Whittaker planowała ożenić Johna z Brytyjką Sarą, którą John znał od dzieciństwa, a której bogactwo uchroniłoby rodzinę Whittakerów od finansowej katastrofy. Między Laritą i panią Whittaker wybucha "wojna domowa". Atmosfera w domu staje się przytłaczająca, a na dodatek jedna z sióstr Johna odkrywa ukrywany przez Laritę sekret dotyczący jej poprzedniego małżeństwa.

## Obsada
- Jessica Biel jako Larita Huntington
- Ben Barnes jako John Whittaker
- Kristin Scott Thomas jako pani Whittaker
- Colin Firth jako pan Whittaker
- Kimberley Nixon jako Hilda Whittaker, siostra Johna
- Katherine Parkinson jako Marion Whittaker, siostra Johna
- Christian Brassington jako Phillip
- Kris Marshall jako Furber, służący
- Charlotte Riley jako Sarah Hurst
- Jim McManus jako Jackson
- Pip Torrens jako lord Hurst
- Laurence Richardson jako Marcus